# Mingong
Mingong (chinesisch 民工) sind Wanderarbeiter, die in der Volksrepublik China seit den letzten Jahrzehnten des 20. Jahrhunderts aus den ländlichen Gebieten auf Arbeitssuche in die großen Zentren des Landes und deren Umland gezogen sind.

## Geschichte
Die Frage der Wanderarbeiter ist eng mit dem System des Hukou in der Volksrepublik China verbunden, mit dem die Regierung die zahlenmäßige Entwicklung der Bevölkerung zu begrenzen sucht. Das hukou-System bedient sich der Einwohnerregistrierung, die dem Betroffenen ein Wohnrecht und einen Ausweis verschafft, der wiederum den Besuch von Schulen, Krankenhäusern und anderen öffentlichen Diensten ermöglicht. Dieses System verhindert auf der anderen Seite, dass eine Person ohne eine Genehmigung der aufnehmenden Gemeinde oder Stadt sich dort niederlassen kann. Ohne Vorlage des Ausweises können am vorgesehenen neuen Wohnort keine öffentlichen Dienstleistungen in Anspruch genommen werden.  
Mit der politischen und wirtschaftlichen Öffnung der Volksrepublik Mitte der 1970er Jahre wuchs in und um die Ballungsgebiete herum der Bedarf an Arbeitskräften an. Ungelernte Arbeiter wurden in Fabriken, im privaten Baugewerbe und bei den großen Infrastrukturmaßnahmen wie Bahnbau, Straßen- und Autobahnbau sowie zum Bau der großen Staudämme benötigt, was den Zuzug von Arbeitskräften aus den ländlichen Bereichen zur Folge hatte. Diese konnten sich jedoch aufgrund des Hukou-Systems nicht am Arbeitsort registrieren lassen und offiziell niederlassen. Darüber hinaus blieben die Familien auf dem Lande zurück, wo sie weiterhin über ein Stück Land verfügten, auf dem sie wohnen konnten und das sie landwirtschaftlich nutzen durften. Die heimlichen Arbeiter wurden so aufgrund des unveränderten Registrierungs-Systems geschaffen.

## Zahl und soziale Bedingungen der Wanderarbeiter
Das Wort Mingong wird aus den beiden chinesischen Wörtern min = Volk oder auch Massen und gong = Handlanger/Arbeiter  gebildet. Da diese Arbeitermassen nicht registriert werden, ist die Anzahl dieser Art von Arbeitnehmern nicht bekannt. Gemäß Angaben des National Bureau of Statistic of China (NBS) betrug die Zahl der Mingong Ende 2013 269 Millionen.
Die Hoffnungen der Arbeitsmigranten gehen davon aus, dass sie nach einer Anfangszeit in modernen Wohnungen, in einfachen, aber gesunden Verhältnissen arbeiten und leben können, die auf jeden Fall besser sind, als die auf dem Lande. In den meisten Fällen leben die Mingong jedoch in Slums und sind ohne feste Arbeitsverhältnisse. Die wachsende Anzahl von Wanderarbeitern müssen sich mit ausbeuterischen Löhnen, ohne Arbeitsverträge und zu sehr unbestimmten Bedingungen begnügen. Werden sie arbeitslos, dann bedeutet das Rückkehr in die Heimat oder die Suche nach einem neuen Arbeitsplatz in einem anderen Ballungszentrum. Diese Arbeiter haben kaum eine Chance sich beruflich zu qualifizieren oder sich eine neue Heimat zu schaffen.

## Zukunft des Systems
Eine Reform des Hukou-Systems ist zwar geplant, die Verwirklichung ist jedoch noch nicht abzusehen. In der Zwischenzeit profitiert die wirtschaftliche Entwicklung Chinas von der Möglichkeit, dass eine flexible und mobile Arbeitnehmerschaft zu niedrigen Kosten zur Verfügung steht. Diese Tatsache ist, neben der Unterbewertungs des Yuan, eine der Grundlagen des Wachstums und der rasanten Entwicklung der Wirtschaft der Volksrepublik China.

## Ausstellungen
- 2010: Museum für Kunst und Kultur der Wanderarbeiter, Peking: Mingong.
- 2010/2011: IG Metall-Haus Berlin, Berlin-Kreuzberg: Chinas neue Arbeiterklasse.